# Saint-Paul-lès-Romans
Saint-Paul-lès-Romans är en kommun i departementet Drôme i regionen Auvergne-Rhône-Alpes i sydöstra Frankrike. Kommunen ligger i kantonen Romans-sur-Isère 2e Canton som tillhör arrondissementet Valence. År 2022 hade Saint-Paul-lès-Romans 1 927 invånare.

## Befolkningsutveckling
Antalet invånare i kommunen Saint-Paul-lès-Romans
Referens:INSEE